# Młynki (województwo mazowieckie)
Młynki – wieś w Polsce położona w województwie mazowieckim, w powiecie siedleckim, w gminie Wodynie. Ma status sołectwa.
Wierni Kościoła rzymskokatolickiego należą do parafii św. Andrzeja Boboli w Rudzie Wolińskiej.
W latach 1975–1998 miejscowość administracyjnie należała do województwa siedleckiego.